# Lézigné
Lézigné és un municipi francès situat al departament de Maine i Loira i a la regió de País del Loira. L'any 2007 tenia 710 habitants.

## Demografia

### Població
El 2007 la població de fet de Lézigné era de 710 persones. Hi havia 281 famílies de les quals 75 eren unipersonals (36 homes vivint sols i 39 dones vivint soles), 91 parelles sense fills, 107 parelles amb fills i 8 famílies monoparentals amb fills.
La població ha evolucionat segons el següent gràfic:
Habitants censats

### Habitatges
El 2007 hi havia 328 habitatges, 281 eren l'habitatge principal de la família, 32 eren segones residències i 15 estaven desocupats. 315 eren cases i 11 eren apartaments. Dels 281 habitatges principals, 180 estaven ocupats pels seus propietaris, 96 estaven llogats i ocupats pels llogaters i 6 estaven cedits a títol gratuït; 1 tenia una cambra, 14 en tenien dues, 48 en tenien tres, 94 en tenien quatre i 124 en tenien cinc o més. 222 habitatges disposaven pel capbaix d'una plaça de pàrquing. A 117 habitatges hi havia un automòbil i a 139 n'hi havia dos o més.

### Piràmide de població
La piràmide de població per edats i sexe el 2009 era:
| Homes | Edats   | Dones |
| ----- | ------- | ----- |
| 0     | 95 o +  | 0     |
| 0     | 90 a 94 | 4     |
| 0     | 85 a 89 | 4     |
| 0     | 80 a 84 | 8     |
| 4     | 75 a 79 | 8     |
| 4     | 70 a 74 | 0     |
| 20    | 65 a 69 | 24    |
| 24    | 60 a 64 | 28    |
| 12    | 55 a 59 | 12    |
| 4     | 50 a 54 | 20    |
| 24    | 45 a 49 | 16    |
| 40    | 40 a 44 | 28    |
| 12    | 35 a 39 | 12    |
| 32    | 30 a 34 | 20    |
| 32    | 25 a 29 | 20    |
| 24    | 20 a 24 | 20    |
| 20    | 15 a 19 | 12    |
| 12    | 10 a 14 | 16    |
| 12    | 5 a 9   | 24    |
| 20    | 0 a 4   | 36    |

## Economia
El 2007 la població en edat de treballar era de 461 persones, 371 eren actives i 90 eren inactives. De les 371 persones actives 339 estaven ocupades (188 homes i 151 dones) i 32 estaven aturades (11 homes i 21 dones). De les 90 persones inactives 35 estaven jubilades, 29 estaven estudiant i 26 estaven classificades com a «altres inactius».

### Ingressos
El 2009 a Lézigné hi havia 283 unitats fiscals que integraven 723,5 persones, la mediana anual d'ingressos fiscals per persona era de 16.122 €.

### Activitats econòmiques
Dels 23 establiments que hi havia el 2007, 2 eren d'empreses extractives, 1 d'una empresa alimentària, 2 d'empreses de fabricació d'elements pel transport, 2 d'empreses de fabricació d'altres productes industrials, 4 d'empreses de construcció, 3 d'empreses de comerç i reparació d'automòbils, 1 d'una empresa de transport, 1 d'una empresa d'hostatgeria i restauració, 1 d'una empresa financera, 4 d'empreses de serveis i 2 d'empreses classificades com a «altres activitats de serveis».
Dels 6 establiments de servei als particulars que hi havia el 2009, 1 era una oficina de correu, 1 fusteria, 1 lampisteria, 1 electricista, 1 perruqueria i 1 restaurant.
L'únic establiment comercial que hi havia el 2009 era una fleca.
L'any 2000 a Lézigné hi havia 12 explotacions agrícoles que ocupaven un total de 450 hectàrees.

## Equipaments sanitaris i escolars
El 2009 hi havia una escola elemental integrada dins d'un grup escolar amb les comunes properes formant una escola dispersa.

## Poblacions més properes
El següent diagrama mostra les poblacions més properes.